# 宇宙機
宇宙機（うちゅうき、英: spacecraft）とは、打ち上げロケット (launch vehicle) を用いて大気圏外で使用される人工物のこと。

## 概要

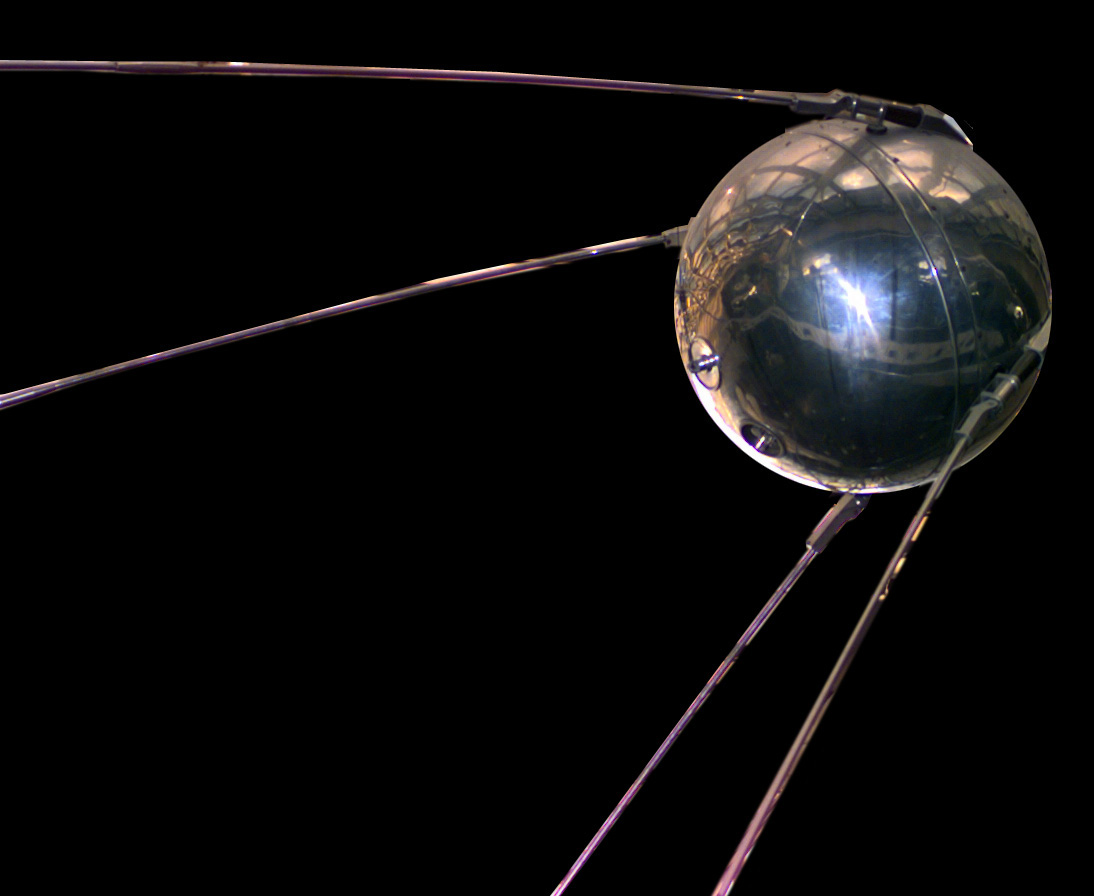
スプートニク1号。世界初の人工衛星

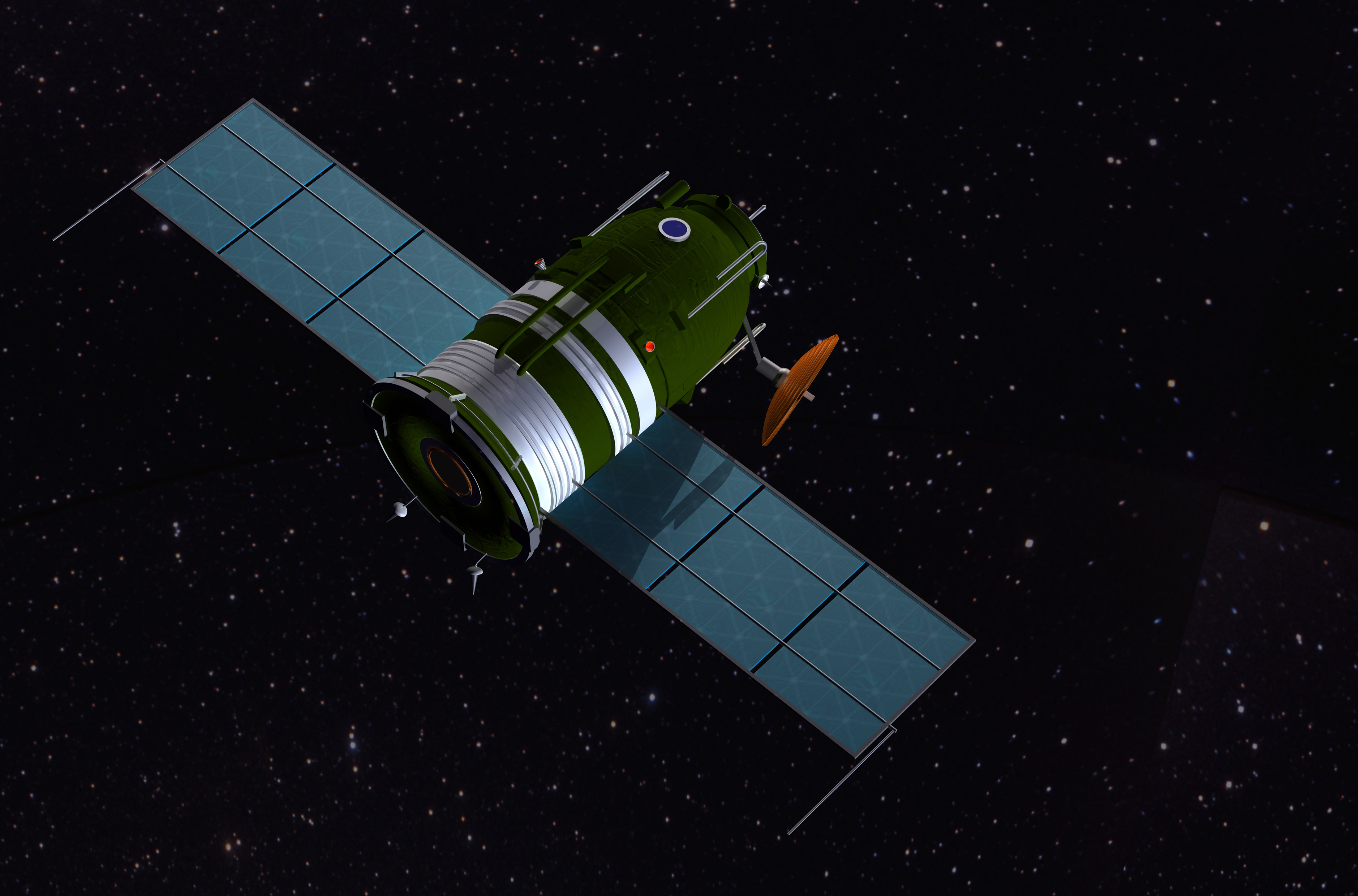
ソユーズ7K-L1のイラスト

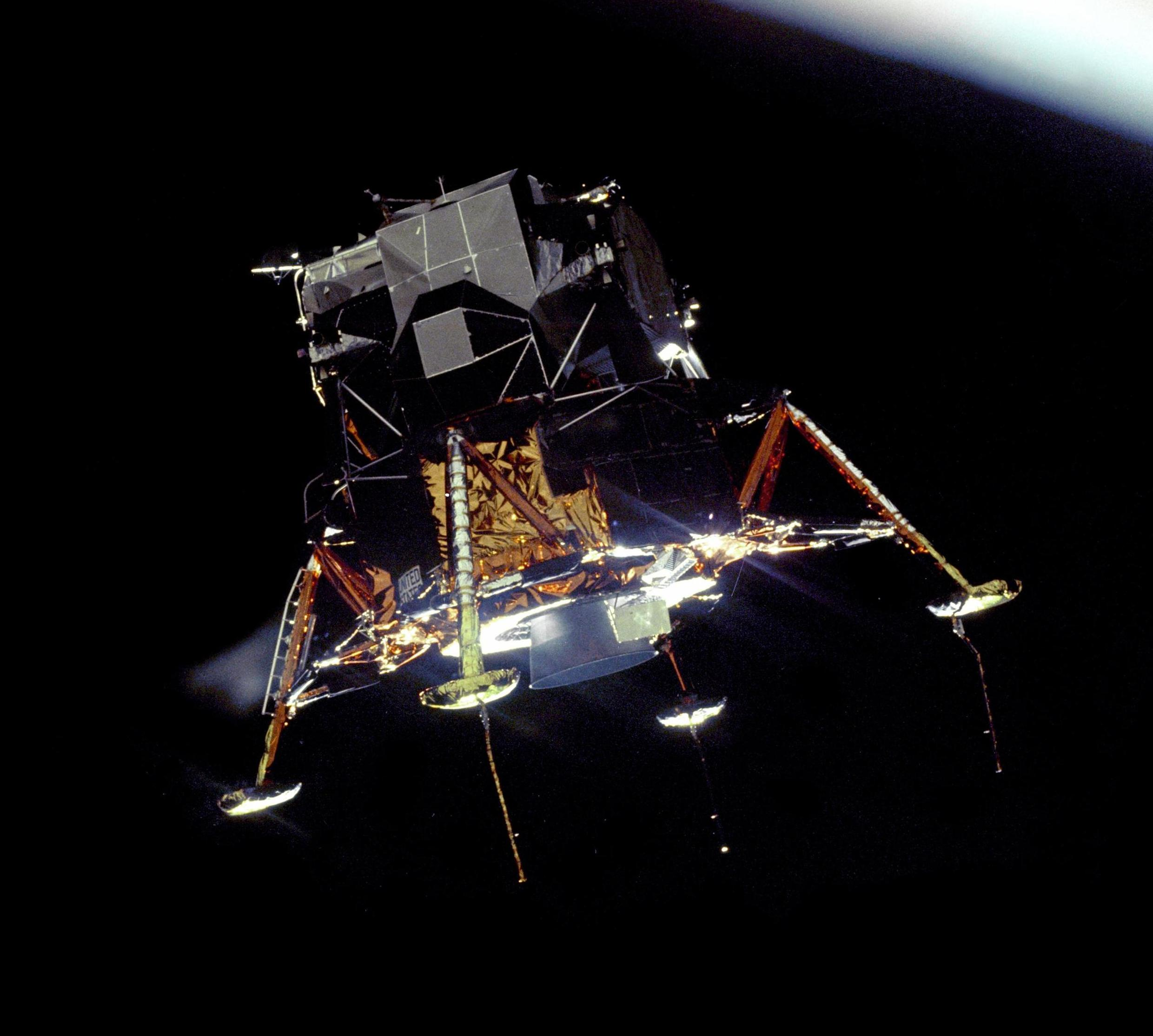
アポロ11号の月着陸船イーグル

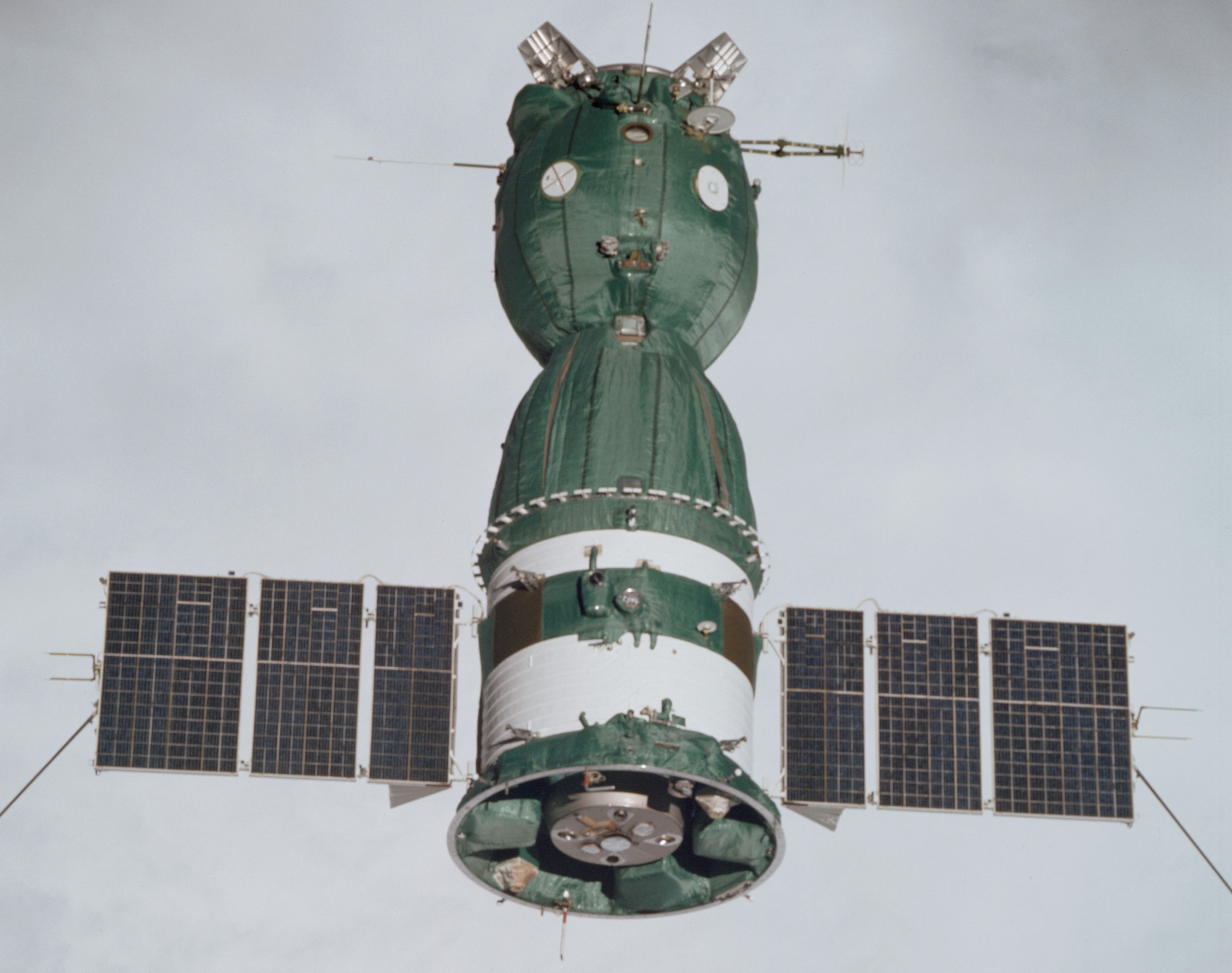
ソユーズ19号

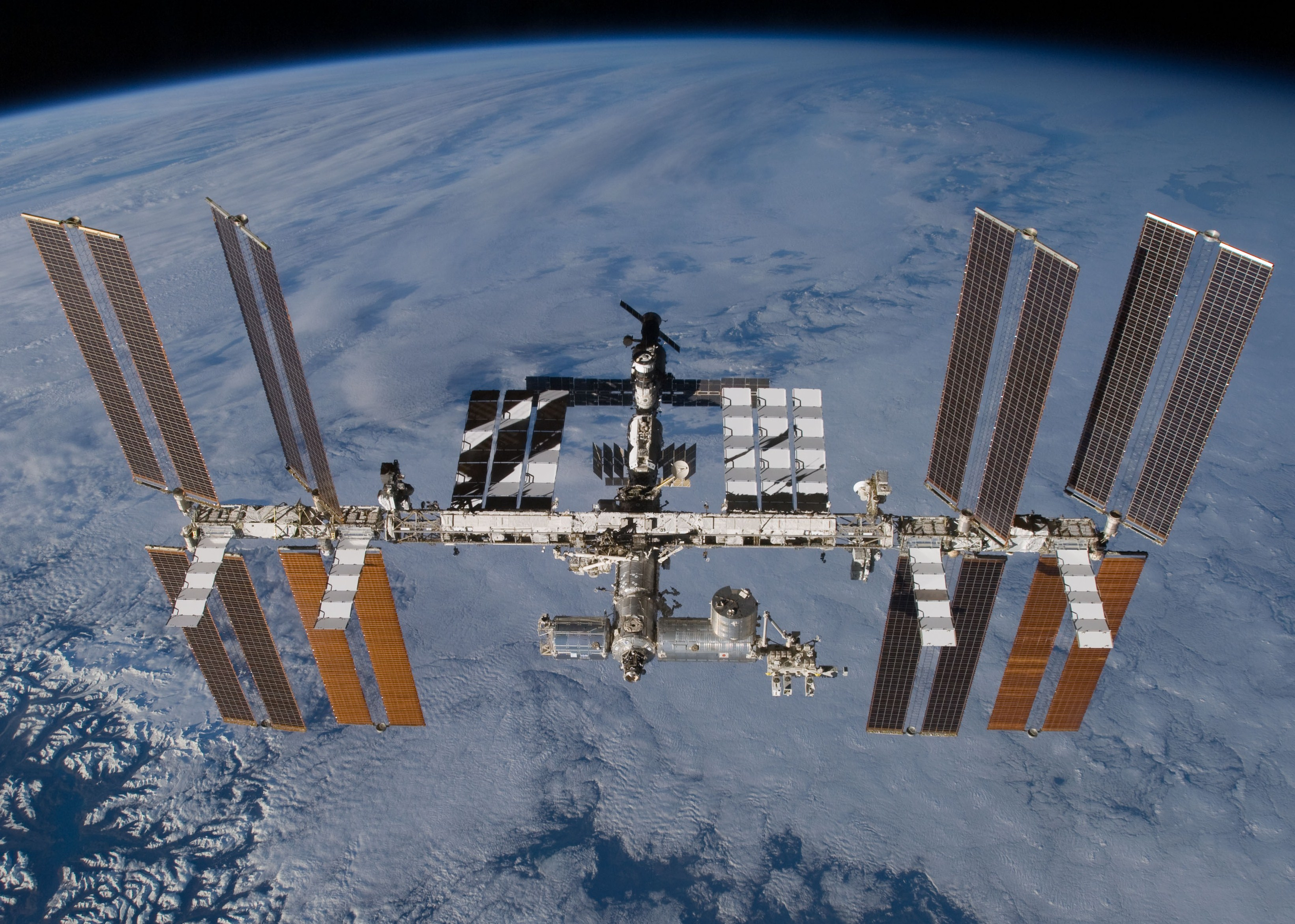
国際宇宙ステーション

「宇宙機」とは英語の「大気圏外（宇宙空間）で使用することを想定した人工物」の総称を指すspacecraftに対する日本語の訳語であり、無人機も有人機も含まれる。有人機は一般的に「宇宙船」と呼ばれ、「宇宙ステーション」も有人機に含まれる。無人機には「人工衛星」や「人工惑星」、「宇宙探査機」などが含まれる。
通信、地球観測、気象学、ナビゲーション、宇宙植民、惑星探査、人や物資の運搬など様々な用途が宇宙機にはあり、これら宇宙機を宇宙空間まで運ぶための推進装置はローンチ・ヴィークル (launch vehicle, LV)と呼び、宇宙機とは区別される。
周回軌道上にある宇宙機は、一般に、普段はみずから推進はしていない。ただし、軌道を変更させるために推進装置を備えているものも多数ある。

## 呼称と分類

### 無人・有人
- 無人宇宙機 - 人を乗せるようには設計されていないもの。人工衛星、人工惑星など。
- 有人宇宙機 - 人を乗せることを想定しているもの。宇宙船、宇宙ステーションなど。

### 軌道による分類
- 人工衛星 -  地球や他の惑星の周回軌道に乗るもの。周回軌道上の有人宇宙船や宇宙ステーションも統計上は人工衛星として扱われている。

- 人工惑星 - 太陽周回軌道に乗る宇宙機。地球の重力から脱した後の惑星探査機や一部の宇宙望遠鏡など。

- 弾道飛翔体 - 弾道軌道（軌道力学的には、近地点が地球の内部にある楕円軌道）をとるもの。観測ロケット、弾道ミサイル、記録達成用のスペースシップ1など。

- その他 - 太陽の周回軌道も脱するもの。星間空間へ向かう。パイオニア、ボイジャーなど。

## 条件
宇宙機は一般に次のような条件を満たさねばならない。
1. 打ち上げ時の振動に加え、宇宙空間における極低温から数千度の高温までの温度変化・宇宙線・高真空・磁気といった過酷な環境に耐え得る構体を有する[要出典]。
2. 様々な装置を動かすための動力源（通常は電力源）を持つ[要出典]。

## 有人宇宙機
カプセル型宇宙船
使い捨てを前提とする有人宇宙機。米国、ロシア（ソ連）、欧州、中国など広く用いられている。ロシア（ソ連）のソユーズや米国のアポロ司令・機械船などに代表される。米国では、一時期スペースシャトルが用いられるようになるとカプセル型が用いられなくなったが、その後シャトルはコストや安全性の問題により廃止、カプセル型が再評価されオリオンが選択されるようになった。
なおカプセル型宇宙船は元々は使い捨てを前提としていたが、2000年代以降に設計されたオリオンやドラゴン2ではカプセル型であっても再使用を行っている。
宇宙往還機
地上と軌道上とを繰り返し往復する有人宇宙機（宇宙船）。あるいはLVやブースターを合わせたシステム全体をそう呼ぶこともある。システムの全体または一部の再使用を前提としており、一般に帰還時のための翼を備える。「再使用型宇宙往還機」(RLV)、「再使用型宇宙輸送システム」などとも呼ばれる。米国のスペースシャトルが代表的。狭義には、スペースプレーンは含まない。ブースターを用いない単段式宇宙往還機 (SSTO) も研究されているが、技術的な面で課題が大きい。
宇宙ステーション
長期間滞在するためのもので、一般に、惑星や衛星近傍の軌道上におかれる。